# Jonathan et Charlotte
Jonathan et Charlotte (Jonathan Antoine et Charlotte Jaconelli) sont deux chanteurs lyriques britanniques (nés respectivement les 13 janvier 1995 et 24 août 1995). En 2012, ils ont terminé deuxièmes lors de la 6e édition de l'émission britannique Britain's Got Talent mais apparaissant comme un des plus grands talents jamais révélés au cours des 6 années de cette émission, selon son fondateur, Simon Cowell. À la suite de cette performance, il signèrent avec Syco Music, une filiale du géant Sony Music, un contrat d'un million de livres sterling avant de sortir leur premier album, Together, le 24 septembre 2012.
Leur deuxième album, Perhaps Love, est sorti le 14 octobre 2013.
En 2014, ils annoncent leur séparation pour poursuivre tous les deux une carrière solo chez Sony Classical.

## Discographie
- 2012 : Together
- 2013 : Perhaps Love